# هوبرت فان اإينيس

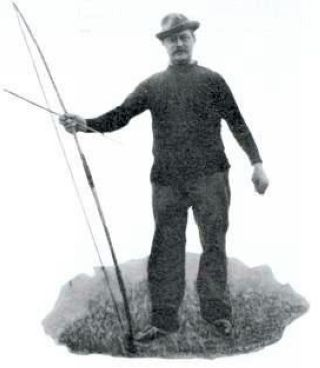
هوبرت فان اإينيس.

هوبرت فان اإينيس (Hubert Van Innis) هو لاعب أولمبي لرياضة نبالة من بلجيكا. شارك في الأولمبياد الصيفي في 1900–1920، وفاز بما مجموعه 9 ميداليات.

## الميداليات
| ذهب | فضة | برونز | المجموع |
| 6   | 3   | 0     | 9       |

## روابط خارجية
- هوبرت فان اإينيس على موقع اللجنة الأولمبية الدولية (الإنجليزية)
- هوبرت فان اإينيس على موقع أوليمبيديا (الإنجليزية)
- هوبرت فان اإينيس على موقع اللجنة الأولمبية البلجيكية (الهولندية)